# Koji Morisaki
Koji Morisaki (森﨑 浩司 Morisaki Kōji?), född 9 maj 1981, är en japansk tidigare fotbollsspelare.
I augusti 2004 blev han uttagen i Japans trupp till fotbolls-OS 2004.